# Saint-Claude (Guadalupe)
Saint-Claude, llamada en criollo Senklòd, es una comuna francesa situada en el departamento de Guadalupe, de la región de Guadalupe. 
El gentilicio francés de sus habitantes es Saint-Claudiens y Saint-Claudiennes.

## Situación
La comuna está situada en las estribaciones del volcán de La Soufrière, que se halla en el parque nacional de Guadalupe, en el sur de la isla guadalupana de Basse-Terre. Es la única comuna guadalupana que no da al mar.

## Toponimia
Se fundó en 1859 con su actual nombre por consejo municipal de 1858.

## Barrios y/o aldeas
Azincourt, Bains-Jaunes, Belfond, Caféière, Choisy, Desmarais, Cité Ducharmoy, Dain, Dugommier, Fond-Bernard, Fond-Vailant, Gallard, La Diotte, Matouba, Monteran, Morin, Morne-à-Vaches, Morne-Houël, Parnasse, Papaye, Plateau Saint-Phy y Valle de Constantin.

## Demografía
| Gráfica de evolución demográfica de Saint-Claude (Guadalupe) entre 1961 y 2013 |
|                                                                                |

Fuente: Insee

## Comunas limítrofes
| Noroeste: Baillif  | Norte: Baillif | Noreste: Baillif           |
| Oeste: Basse-Terre |                | Este: Capesterre-Belle-Eau |
| Suroeste Gourbeyre | Sur: Gourbeyre | Sureste: Trois-Rivières    |

## Ciudad hermanada
- Plombières-les-Bains,  Francia